# George Eddy
Pour les articles homonymes, voir Eddy.
George Eddy, né le 16 juin 1956 à Roanoke dans l'Alabama, est un journaliste sportif franco-américain spécialisé dans le basket-ball. Il travaille principalement pour Canal+ et Eurosport.

## Biographie

### Jeunesse
Sa mère, Denyse, française (née à Chatou), aveugle depuis l'âge de 19 ans, et son père, David, américain, partiellement paralysé, se sont rencontrés au Chambon-sur-Lignon, en Haute-Loire. Il est né dans l'Alabama et grandit en Floride à partir de l'âge de trois ans. Alors qu'il est âgé d'environ huit ans, ses voisins l'invitent à regarder des matchs de basket-ball à la télévision. Il commence à jouer peu de temps après dans l'équipe entraînée par son voisin. Son goût pour le basket-ball grandit et il multiplie les sorties avec Stan Pierkiewicz et Otis Birdsong, qui le font progresser. Il suit le championnat de basket-ball de la NBA. Eddy est lycéen à la Glen Ridge Middle School, ensuite à la Winter Park High School en Floride, mais ne fait pas partie de l’équipe scolaire de basket-ball. Il devient animateur des matchs de l’équipe scolaire.
De 1974 à 1977, il étudie à l'université de Floride, s'essaie au journalisme, prend des cours pour devenir professeur avant d'obtenir un diplôme en criminologie,. Avant chaque saison universitaire, il essaye de décrocher une place dans l'effectif universitaire de basket-ball, mais, comme au lycée, il est régulièrement évincé juste avant la saison. Toutefois, Eddy s'entraine plusieurs fois par semaine. De son propre aveu, il gagne la réputation d’être le meilleur joueur de basket-ball du campus qui ne fait pas partie de l’équipe universitaire.

### Carrière de joueur de basket-ball
Utilisant la nationalité française transmise par sa mère, il arrive en France en 1977 pour entamer sa carrière professionnelle. Il débute à Alsace Bagnolet et est seulement le deuxième Franco-Américain à jouer en première division, après Jean-Pierre Baldwin. De 1978 à 1980, il joue à Châlons-sur-Marne, en troisième division, où il est le meilleur marqueur français du championnat. Recruté par Jean Galle à Caen, il retrouve alors la première division et réalise les meilleures saisons de sa carrière sous le maillot normand. Après une saison médiocre au Nice BC en nationale 1, il évolue en deuxième division à Saint-Julien-les-Villas. Il est en même temps entraîneur de basket-ball et professeur dans une école pour enfants en difficulté. André Buffière le recrute pour jouer la montée avec le Racing club de France. Tireur de loin, il utilise la mise en place de la ligne à trois points pour marquer régulièrement de loin. Ces multiples expériences en France lui permettent de connaître le championnat de France de basket. Il est alors recruté par Canal + en janvier 1985 pour commenter des rencontres. Entraîneur des espoirs du Racing, il passe moins de temps sur les parquets lors de la saison 1985-1986. L'année suivante, Buffière lui propose de devenir entraîneur de l'équipe, et George Eddy devient, à 30 ans, le plus jeune entraîneur de la division. Après un bon début de saison, il est remplacé par Buffière lui-même. Il joue alors quatre saisons comme entraîneur-joueur au Vésinet en troisième division. George Eddy termine sa carrière en régionale à Chartres.
Il organise aussi chaque été un camp d’entraînement à Paris, et entraîne régulièrement une petite équipe d'Île-de-France, où il organise des stages ouverts à tous pendant les vacances scolaires.
Deux fois sélectionné comme espoir international, deux fois nommé meilleur marqueur français en 2e division (1984 et 1985), cinq ans de présence en 1re division.

### Carrière de journaliste
En janvier 1985, il entre au service des sports de Canal+ comme spécialiste du basket-ball dans l’émission Give Le Five et du football américain. Il tente également d’imposer le baseball dans le paysage audiovisuel français. Il a couvert les 18 Super Bowls et les 14 finales NBA en direct des États-Unis. Il lui arrive aussi de couvrir certains événements d’athlétisme et de catch américain .
Par admiration du professionnalisme de Dick Vitale, il a effectué plus de 7 000 heures d’antenne sur Canal+ et Sport+, près de 4000 sur d’autres chaînes (TV Sport, Eurosport France, Paris Première et Ciné Folies).
Il possède un blog sur le site de la NBA, où il publie des articles sur l’actualité du basket (international et NBA).
Eddy collabore avec la presse spécialisée, BAM (anciennement MVP Basket).
Il a couvert les Jeux olympiques de Barcelone, d’Atlanta, de Sydney, d’Athènes, de Pékin et de Rio.
De novembre 2010 à juin 2012, il a également été consultant dans l'émission Canal NBA présentée par Vincent Radureau, aux côtés de Jacques Monclar.
Il est connu pour son accent américain, ses jeux de mots et sa très forte tendance à s'enthousiasmer devant de belles actions, allant jusqu'à crier de joie. Les expressions qui l'ont rendu populaire auprès des fans de basket sont, entre autres : « duel en haute altitude », « jordanesque », « mettez vos casques », « stratosphérique », « dunkorama », un « shoot ave maria » ou encore « il a shooté du parking ».
En 2015, il reçoit le prix du commentateur sportif décerné par l'association des écrivains sportifs. Ce prix est décerné à un journaliste, professionnel, commentateur audiovisuel, aux connaissances et au jugement appréciés qui, dans ses interventions sur le sport, se sera exprimé avec le souci constant de respecter les règles de la langue française.
Après la perte par le groupe Canal + des droits de diffusion de la NBA, puis de la Pro A, il quitte les écrans français pour commenter la NBA sur Canal+ Afrique à partir de l'automne 2015, alors que son partenaire au micro, David Cozette, rejoint la chaîne L'Équipe 21,. Fin novembre 2015, il devient aussi ambassadeur du site de paris sportifs Unibet.com (qui a le droit de diffuser les matchs NBA en streaming pour ses clients). Il annonce qu'il animera une émission hebdomadaire « Unibet Money Time » sur l'actualité NBA et commentera certaines affiches dans l'année.
Depuis novembre 2016, il co-anime l'émission hebdomadaire Hoopcast sur Dailymotion. Il commente ainsi en compagnie d'Alain Mattei et Jérémy Lebescont l'actualité de la NBA et livre ses pronostics.
Le 6 mars 2019, il publie chez Talent Éditions le livre Mon histoire avec la NBA, écrit en collaboration avec le journaliste Jonathan Demay.
George Eddy cumule maintenant plus de 20 Superbowl, 27 finales NBA et 1 500 matchs de sport commentés.[réf. nécessaire]
Le 18 septembre 2022, il réalise son dernier commentaire en direct sur les antennes de Canal+ à l'occasion de la finale de l'Eurobasket 2022 entre la France et l'Espagne.
Début juillet 2023 il est victime d’un arrêt cardiaque lorsqu'il joue au basket à Chatou. Eddy est sauvé par un homme qui lui fait les premiers soins.
Depuis le 19 janvier 2023, il commente pour Canal+ le NBA Paris Game, match de saison régulière de NBA délocalisé à l'Accor Arena à Paris.

### Carrière au cinéma
George Eddy a prêté sa voix aux doublages français de personnages de commentateurs dans deux films américains : Harry Doyle (joué par Bob Uecker) dans Les Indians et Tug Kowalski (joué par Oliver Stone) dans L'Enfer du dimanche, film sur le football américain.
George Eddy a aussi été la voix française de Daniel Stern dans un téléfilm documentaire américain sur le basketball : Larry Bird: A basketball legend.

## Distinctions
- Chevalier de la Légion d'honneur [17] (2024)